# Felipe Novoa (judoka)
Felipe Novoa Cianelli (Santiago de Chile, 28 de abril de 1984) es un deportista chileno que compitió en judo. Ganó una medalla de bronce en el Campeonato Panamericano de Judo de 2005 en la categoría de –66 kg.

## Palmarés internacional
| Campeonato Panamericano | Campeonato Panamericano | Campeonato Panamericano | Campeonato Panamericano |
| Año                     | Lugar                   | Medalla                 | Categoría               |
| ----------------------- | ----------------------- | ----------------------- | ----------------------- |
| 2005                    | Caguas (Puerto Rico)    | Medalla de bronce       | –66 kg                  |